# آيت يوسف (آيت امحمد)
آيت يوسف هو دُوَّار يقع بجماعة تيمحضيت، إقليم إفران، جهة فاس مكناس في المملكة المغربية. ينتمي الدوّار لمشيخة آيت امحمد التي تضم 4 دواوير. يقدر عدد سكانه بـ 439 نسمة حسب الإحصاء الرسمي للسكان والسكنى لسنة 2004.

## وصلات خارجية
- البوابة الوطنية للجماعات الترابية
- المندوبية السامية للتخطيط